# Dávid György
Dávid György (Brăila, 1889. október 2. – Nyárádszereda, 1949. március 17.) magyar történész, szótár- és tankönyvíró.

## Élete
A Bethlen Gábor Kollégiumban érettségizett, Kolozsvárt református teológiát végzett és tanári képesítést szerzett, Szegeden bölcsészdoktorrá avatták. Tanított a szászvárosi Kuun Kollégiumban és a nagyenyedi Bethlen Kollégiumban, majd lelkész volt különböző falusi parókiákon. 1944-től a Kemény Zsigmond Társaság tagja.
Cikkeit, tanulmányait a Református Szemle, Székely Közélet, Brassói Lapok, Erdélyi Barázda közölte, egy ideig az Aranyosszék c. hetilap társszerkesztője. Népszerű munkája volt a Brassói Lapok kiadásában megjelent kétkötetes Román-magyar és magyar-román szótár (Brassó 1924) s a Román nyelvtan és gyakorlókönyv (Brassó 1925). Részt vett a népiskolák egységes tankönyveinek szerkesztésében. Történeti munkái közül kiemelkedik Az erdélyi református egyházközség XVII. századbeli képe (Marosvásárhely, 1931). Szülőföldjén szerzett tapasztalatait dolgozta fel Nagy Zoltánnal közösen írt Magyarok a Kárpátokon túl című könyvében (Kolozsvár, 1932).